# Jorat-Mézières
Jorat-Mézières (toponimo francese) è un comune svizzero di 2 815 abitanti del Canton Vaud, nel distretto di Lavaux-Oron.

## Storia
Il comune di Jorat-Mézières è stato istituito il 1º luglio 2016 con la fusione dei comuni soppressi di Carrouge, Ferlens e Mézières; capoluogo comunale è Carrouge.

### Simboli
Nello scudo sono riuniti elementi ripresi dagli stemmi dei precedenti comuni: il colore verde di Ferlans, la croce di Sant'Andrea di Carrouge e i fiori di patata di Mézières.